# 柿元嘉和
柿元 嘉和（かきもと よしかず、1966年1月23日 - 2004年2月5日）は、滋賀県出身の元騎手。

## 来歴
競馬学校第1期生では柴田善臣・石橋守・須貝尚介・田島裕和・林満明・武藤善則・岩戸孝樹・上籠勝仁・谷口一明と同期になり、1985年3月に騎手免許を取得。
1年目の1985年は同9日の小倉第1競走・シンリョクエース（16頭中14着）で初騎乗を果たし、翌10日の小倉第4競走・ラッキーナムラで初勝利を挙げる。5月12日の京都第5競走4歳未勝利ではローベルタイカンに騎乗して3着に入ったが、勝ったレデイライアンは鞍上の田島が初勝利で、3馬身差2着には須貝が騎乗するラブリーライラックであり、同期の上位独占となった。6月29日・30日の中京では初の2日連続勝利、7月6日の中京では初の1日2勝 を挙げるなど、初年度から2桁の14勝をマーク。1988年まで4年連続2桁勝利を記録するが、結局この年の14勝が自己最多となった。
1992年には5月2日の京都第3競走4歳未勝利を16頭中14番人気のウインクエルフ、10月25日の福島第12競走4歳未勝利8番人気のコンコルドホーラーで逃げ切り、共に万馬券の波乱となった 。
1996年には「九州産馬の天皇賞」と形容される霧島賞を須貝彦三厩舎のカシノリュウジンで逃げ、同厩・同馬主で須貝尚が騎乗したカシノテンリュウとクビ差2着に粘る。枠連・馬連は万馬券となり、中央で行われた最後の霧島賞は1期生のワンツーとなった。
1997年には秋の福島で岩元市三厩舎のファンドリロバリーに和田竜二から乗り替わり、10月18日の福島第11競走飯坂特別ではスノーエンデバーに勝利したほか、福島記念ではヤシマソブリン・アロハドリームを抑えてテイエムオオアラシ・マイネルブリッジの間に割って入る2着であった。
1997年は9年ぶりで自身最後の2桁勝利となる10勝をマークし、1998年11月29日の京都第8競走4歳以上500万下・セフティーフェローで通算100勝を達成。
1998年にはコマンダーインチーフ産駒タイクラッシャーで新馬はマイケル・ロバーツ騎乗のアドマイヤコジーンから9馬身差の2着に入り、500万下ではワンダーファングに勝利し、明けて1999年にはシンザン記念でフサイチエアデールの5着に入った。
1999年には土門一美厩舎のシアトルブリッジで条件戦を3連勝し、2000年の平安ステークスではウイングアロー・バトルライン・マイターンを抑えてオースミジェット・ゴールドティアラに割って入る2着であった。
2000年と2001年は2年連続0勝に終わったが、2002年は2勝を挙げる。
2003年は3月9日の阪神第5競走3歳未勝利・ゼンノストライカーが中央での最後の勝利、翌10日の高知第10競走龍馬盃（JRA指定交流）・スリーフラッシュが地方を含めての最後の勝利となる。
2003年4月25日の福島第12競走文知摺特別・スターペスシンタ（14頭中2着）が最後の騎乗となり、その後は病気療養のため入院。
2004年2月5日、兵庫医科大学病院で死去。享年38歳。

## 騎手成績
| 通算成績 | 1着 | 2着 | 3着 | 4着以下 | 出走回数 | 勝率 | 連対率 |
| -------- | --- | --- | --- | ------- | -------- | ---- | ------ |
| 平地     | 108 | 161 | 143 | 1980    | 2392     | .045 | .112   |
| 障害     | 1   | 1   | 0   | 17      | 19       | .053 | .105   |
| 計       | 109 | 162 | 143 | 1997    | 2411     | .045 | .112   |